# Araneus sambava
Araneus sambava este o specie de păianjeni din genul Araneus, familia Araneidae. A fost descrisă pentru prima dată de Strand, 1907. Conform Catalogue of Life specia Araneus sambava nu are subspecii cunoscute.